# Gena Rowlands
Gena Rowlands, właśc. Virginia Cathryn Rowlands (ur. 19 czerwca 1930 w Madison, zm. 14 sierpnia 2024 w Indian Wells) – amerykańska aktorka.
Czterokrotna zdobywczyni nagrody Emmy i dwukrotna laureatka Złotego Globu, przeszła do historii kina głównie za sprawą ról w filmach swojego męża, aktora i reżysera Johna Cassavetesa, w tym Kobieta pod presją (1974) i Gloria (1980), które przyniosły jej nominacje do Oscara dla najlepszej aktorki, a za występ w Premierze (1977) otrzymała Srebrnego Niedźwiedzia dla najlepszej aktorki. W listopadzie 2015 dostała honorową nagrodę Oscara za całokształt twórczości.
Matka aktora Nicka Cassavetesa.

## Życiorys

### Wczesne lata
Urodziła się w Madison w Wisconsin jako córka Mary Allen (z domu Neal), która pracowała jako aktorka pod pseudonimem Lady Rowlands, i Edwina Merwina Rowlandsa, bankiera i senatora stanowego. Jej ojciec był pochodzenia walijskiego, a matka miała miała korzenie angielskie. Miała starszego brata Davida. W 1939 wraz z rodziną przeprowadziła się do Waszyngtonu. W latach 1947–1950 studiowała na University of Wisconsin-Madison. Ukończyła American Academy of Dramatic Arts w Nowym Jorku.

### Kariera

#### Początki kariery
W 1951 wystąpiła w Versailles Night Club Theatre w roli mistrzyni ceremonii w przedstawieniu Wszystko o miłości. W 1953 grała w sztuce off-broadwayowskiej Niebezpieczny zakątek autorstwa J.B. Priestleya. W 1956 zadebiutowała na Broadwayu w roli dziewczyny w sztuce Paddy’ego Chayefsky’ego Środek nocy.
Choć po raz pierwszy trafiła na mały ekran w roli Powell w 15–minutowym odcinku serii Ściśle tajny (Top Secret, 1954) – pt. „Ten człowiek jest śmiercią” („This Man Is Death”), jej filmowym debiutem była rola Ginny Fry w komedii romantycznej Wysoki koszt kochania (The High Cost of Loving, 1958) z José Ferrerem.

#### Współpraca z Johnem Cassavetesem

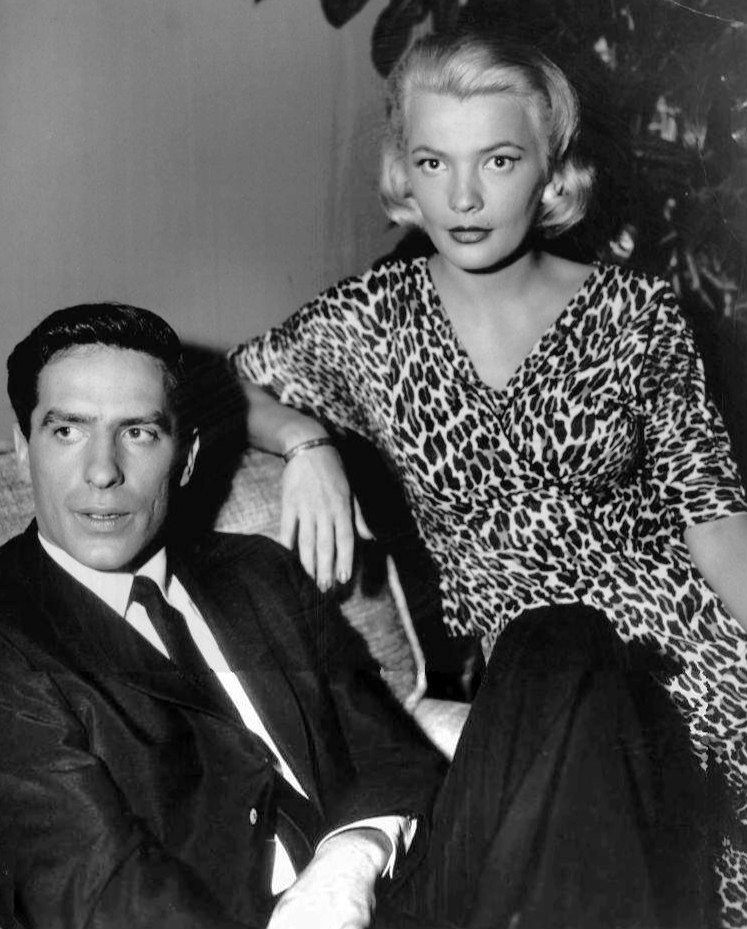
Gena z mężem, Johnem Cassavetesem (1959)

Jej najważniejsze ekranowe osiągnięcia związane były w dużej mierze ze współpracą z Johnem Cassavetesem na planie takich filmów jak Cienie (Shadows, 1959), Twarze (Faces, 1968), Dziecko czeka (A Child Is Waiting, 1963) jako Sophie Widdicombe Benham z Burtem Lancasterem i Judy Garland oraz Minnie i Moskowitz (Minnie and Moskowitz, 1971) z Seymourem Casselem. W dramacie Cassavetesa Kobieta pod presją (A Woman Under the Influence, 1974) stworzyła kreację Mabel Longhetti, borykającej się z problemami psychicznymi żony i matki, której mąż (Peter Falk) decyduje się na wysłanie żony do specjalnego ośrodka. Za tę rolę odebrała Złoty Glob dla najlepszej aktorki w filmie dramatycznym, nagrodę National Board of Review, Srebrną Muszlę dla najlepszej aktorki  na Festiwalu Filmowym w San Sebastián, a także nominację do Oscara. Jej występ w Kobiecie pod wpływem zajął 63. miejsce na liście 100 najlepszych występów wszech czasów magazynu „Premiere” (2006). W dramacie psychologicznym Johna Cassavetesa Premiera (Opening Night, 1977) wcieliła się w postać Myrtle Gordon, dojrzałej gwiazdy nowojorskich scen. Kreacja Glorii Swenson, żony gangstera, która zmuszona jest z kilkuletnim chłopcem do ucieczki przed mafią w dreszczowcu kryminalnym neo-noir Cassavetesa Gloria (1980) była po raz drugi nominowana do Oscara i Złotego Globu. W komediodramacie Cassavetesa Strumienie miłości (Love Streams, 1984) zagrała postać Sarah Lawson, przeżywającej burzliwy rozwód z mężem i emocjonalne stany córki, za którą otrzymała Nastro d’argento dla najlepszej aktorki zagranicznej.
Wspólnie z Johnem Cassavetesem zagrała w dziesięciu filmach: jego reżyserii – Dziecko czeka (A Child Is Waiting, 1963), Twarze (1968), Gloria (1980), Strumienie miłości (1984), Minnie i Moskowitz (1971), Premiera (1977) i Kobieta pod presją (1974), a także w sensacyjnym dramacie kryminalnym Giuliana Montaldy Machine Gun McCain (Gli Intoccabili, 1969) w roli drugoplanowej Rosemary Scott, dawnej kochanki i wspólniczki w zbrodni gangstera (John Cassavetes) oraz przygodowym komediodramacie romantycznym Paula Mazursky’ego Burza (Tempest, 1982), luźnej, współczesnej adaptacji sztuki Williama Szekspira Burza jako Antonia Dimitrius.

#### Rozwój kariery

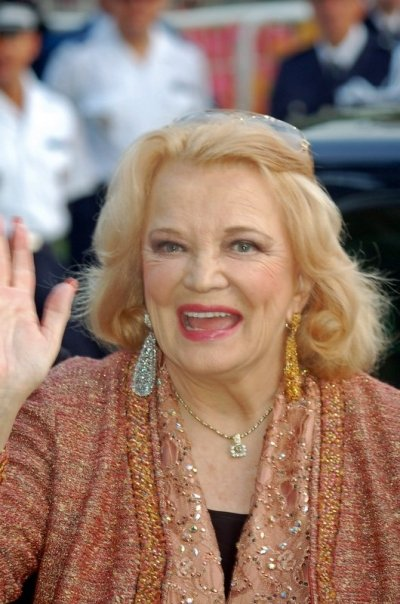
Gena na 59. Międzynarodowym Festiwalu Filmowym w Cannes (2006)

Pojawiła się w westernie Ostatni kowboj (Lonley Are the Brave, 1962) u boku Kirka Douglasa i Waltera Matthau. W dramacie muzycznym Paula Schradera Światłości dnia (Light of Day, 1987) zagrała postać Jeanette Rasnick, matki, która jest w stanie zrobić wszystko dla swoich dzieci (Michael J. Fox, Joan Jett). Woody Allen obsadził ją w roli dojrzałej profesorki filozofii Marion Post w dramacie Inna kobieta (Another Woman, 1988). W komediodramacie Lasse Hallströma Jedna runda (Once Around, 1991) pojawiła się jako Marilyn Bella. Za rolę matki głównej bohaterki (Sandra Bullock) w melodramacie Foresta Whitakera Ulotna nadzieja (Hope Floats, 1998) została uhonorowana Nagrodą Filmową i Telewizyjną Samotną Gwiazdą dla najlepszej aktorki drugoplanowej. Pedro Almodóvar zadedykował jej, Bette Davis i Romy Schneider swój film Wszystko o mojej matce (1999). Rola cierpiącej na demencję Allison „Allie” Hamilton w melodramacie syna Nicka Cassavetesa Pamiętnik (The Notebook, 2004) przyniosła jej Złotego Satelitę dla najlepszej aktorki drugoplanowej. Za rolę Violet Devereaux w dreszczowcu Klucz do koszmaru (The Skeleton Key, 2005) z Kate Hudson zdobyła nominację do Nagrody Saturna w kategorii najlepsza aktorka drugoplanowa.

#### Osiągnięcia telewizyjne
W odcinku serialu kryminalnego NBC Columbo (1975) – pt. „Playback” w reż. Bernarda L. Kowalskiego wystąpiła w roli Elizabeth Van Wickte zaniepokojonej podwójnym życiem zięcia (Oskar Werner). W dramacie telewizyjnym CBS Obce – historia matki i córki (Strangers: The Story of a Mother and Daughter, 1979) zagrała nieuleczalnie chorą Abigail Mason, która po dwudziestu latach próbuje odbudować relacje ze zgorzkniałą matką (Bette Davis). Rola matki 17–letniego gwiazdora baseballu (Rob Lowe), który cierpi na chorobę serca w dramacie telewizyjnym Hallmark Channel Czwartkowe dziecko (Thursday’s Child, 1983) przyniosła jej nominację do Złotego Globu dla najlepszej aktorki w serialu, miniserialu lub filmie telewizyjnym. W klasycznej baśni telewizyjnej Showtime Roszpunka (Faerie Tale Theatre – Rapunzel, 1983) z udziałem Jeffa Bridgesa i Shelley Duvall została obsadzona w roli czarownicy. Jako Katherine Pierson, matka prawnika (Aidan Quinn) ukrywającego swój homoseksualizm i zarażonego AIDS w dramacie telewizyjnym NBC Wczesny mróz (An Early Frost, 1985) zdobyła nominację do Złotego Globu dla najlepszej aktorki w serialu, miniserialu lub filmie telewizyjnym.
Za rolę Betty Ford, żony prezydenta Geralda Forda (Josef Sommer) w biograficznym dramacie telewizyjnym ABC Historia Betty Ford (The Betty Ford Story, 1987) odebrała nagrodę Emmy i Złoty Glob. Jako Bess Guthrie w westernie HBO Montana (1990) z Richardem Crenną była nominowana do nagrody CableACE dla aktorki w filmie lub miniserialu. W 1993 po raz kolejny zdobyła nominację do Złotego Globu dla najlepszej aktorki drugoplanowej w serialu, miniserialu lub filmie telewizyjnym za kreację Honory Swift w melodramacie TNT Szalona w miłości (Crazy in Love, 1992) z Holly Hunter i Julianem Sandsem. Została uhonorowana nagrodą Emmy jako Pat Foster w dramacie telewizyjnym CBS Twarz z tłumu (Face of a Stranger, 1991), za rolę Virginii Miller, matki Debby (Uma Thurman), u której zdiagnozowano histeryczną ślepotę, polegającą na okresowym słabnięciu wzroku w melodramacie telewizyjnym HBO Histeryczna ślepota (Hysterical Blindness, 2002) w reż. Miry Nair i jako wdowa Evelyn Ritchie w kanadyjskim dramacie telewizyjnym Showtime Niesamowita pani Ritchie (The Incredible Mrs. Ritchie, 2003) w reż. Paula Johanssona. Jako Georgia Porter, która po śmierci córki uświadamia sobie, że jej wnuczka jest po części Afroamerykanką w dramacie telewizyjnym CBS Kolor miłości (The Color of Love: Jacey’s Story, 2000) z Louisem Gossettem Jr. była nominowana do nagrody Emmy i Nagrodę Satelity dla najlepszej aktorki w miniserialu lub filmie telewizyjnym.

## Życie prywatne
W 1953, podczas przesłuchania do American Academy of Dramatic Arts, poznała swojego przyszłego męża, aktora i reżysera Johna Cassavetesa. Cztery miesiące później – 9 kwietnia 1954 zawarli związek małżeński. Mieli troje dzieci: syna Nicholasa Davida „Nicka” (ur. 21 maja 1959) oraz córki – Alexandrę „Xan” (ur. 21 września 1965) i Zoe (ur. 29 czerwca 1970); cała trójka związała się z branżą filmową. Cassavetes zmarł w 1989. W 2012 Gena Rowlands wyszła za mąż za Roberta Forresta.

### Śmierć
24 czerwca 2024 syn Nick Cassavetes na łamach „Entertainment Weekly” ujawnił, że jego matka od pięciu lat cierpi na chorobę Alzheimera. Zmarła 14 sierpnia 2024 w Indian Wells w Kalifornii w wieku 94 lat.

## Filmografia

### Filmy
- Cienie (1959) jako kobieta w klubie
- Ostatni kowboj (1962) jako Jerry Bondi
- Dziecko czeka (1963) jako Sophie Widdicombe-Benham
- Twarze (1968) jako Jeannie Rapp
- Minnie i Moskowitz (1971) jako Minnie Moore
- Kobieta pod presją (1974) jako Mabel Longhetti
- Dwuminutowe ostrzeżenie (1976) jako Janet
- Premiera (1977) jako Myrtle Gordon
- Skok na Brinka (1978) jako Mary Pino
- Gloria (1980) jako Gloria Swenson
- Burza (1982) jako Antonia Dimitrius
- Strumienie miłości (1984) jako Sarah Lawson
- Wczesny mróz (TV, 1985) jako Katherine Pierson
- Światłość dnia (1987) jako Jeanette Rasnick
- Historia Betty Ford (1987) jako Betty Ford
- Inna kobieta (1988) jako Marion Post
- Jedna runda (1991) jako Marilyn Bella
- Noc na Ziemi (1991) jako Victoria Snelling
- Szalona w miłości (1992) jako Honora Swift
- Test prawdy (1994) jako Francie Pomerantz
- Neonowa biblia (1995) jako Mae Morgan
- Miłosna rozgrywka (1995) jako Georgia King
- Odmienić los (1996) jako Mildred „Millie” Hawks
- Jak jej nie kochać (1997) jako panna Jane Green
- Paulie – gadający ptak (1998) jako Ivy
- Ulotna nadzieja (1998) jako Ramona Calvert
- Potęga przyjaźni (1998) jako Susan „Gram” Pinneman
- Gra w serca (1998) jako Hannah
- Grace i Glorie (1998) jako Grace Stiles
- Weekend (1999) jako Laura Ponti
- Kolor miłości (2000) jako Georgia Porter
- Szaleństwa Iris (2001) jako Minnie Brinn
- Histeryczna ślepota (2002) jako Virginia Miller
- Złodziej życia (2004) jako Rebecca Asher
- Pamiętnik (2004) jako Allison „Allie” Calhoun
- Klucz do koszmaru (2005) jako Violet Devereaux
- Zakochany Paryż (2006) jako Gena
- Persepolis (2007) – babcia Marjane (głos)
- Szukając miłości (2007) jako Vivien Wilder-Mann
- Gdyby słońce było Bogiem (2007) jako Melissa Eisenbloom

### Seriale
- 1960: Alfred Hitchcock przedstawia jako Lucille Jones
- 1962: Alfred Hitchcock przedstawia jako Helen Martin
- 1963: Bonanza jako Ragan Miller
- 1964: Doktor Kildare jako Helen Scott
- 1964: Prawo Burke’a jako Paullette Shane / Mitzi Carlisle
- 1975: Columbo – odc. „Playback” jako Elizabeth Van Wick
- 2006: Wzór jako Erika Hellman
- 2009: Detektyw Monk jako Marge Johnson
- 2010: Agenci NCIS jako Joann Fielding